# اچ‌ام‌ای‌اس تووومبا (جی۱۵۷)
اچ‌ام‌ای‌اس تووومبا (جی۱۵۷) (به انگلیسی: HMAS Toowoomba (J157)) یک کشتی بود که طول آن ۱۸۶ فوت (۵۷ متر) بود. این کشتی در سال ۱۹۴۱ ساخته شد.